# خايان (شيروان)
خایان (بالفارسية: خایان) هي مستوطنة تقع في إيران في قسم شیروان الريفي. يقدر عدد سكانها بـ 2,096 نسمة .